# Kameraperspektive

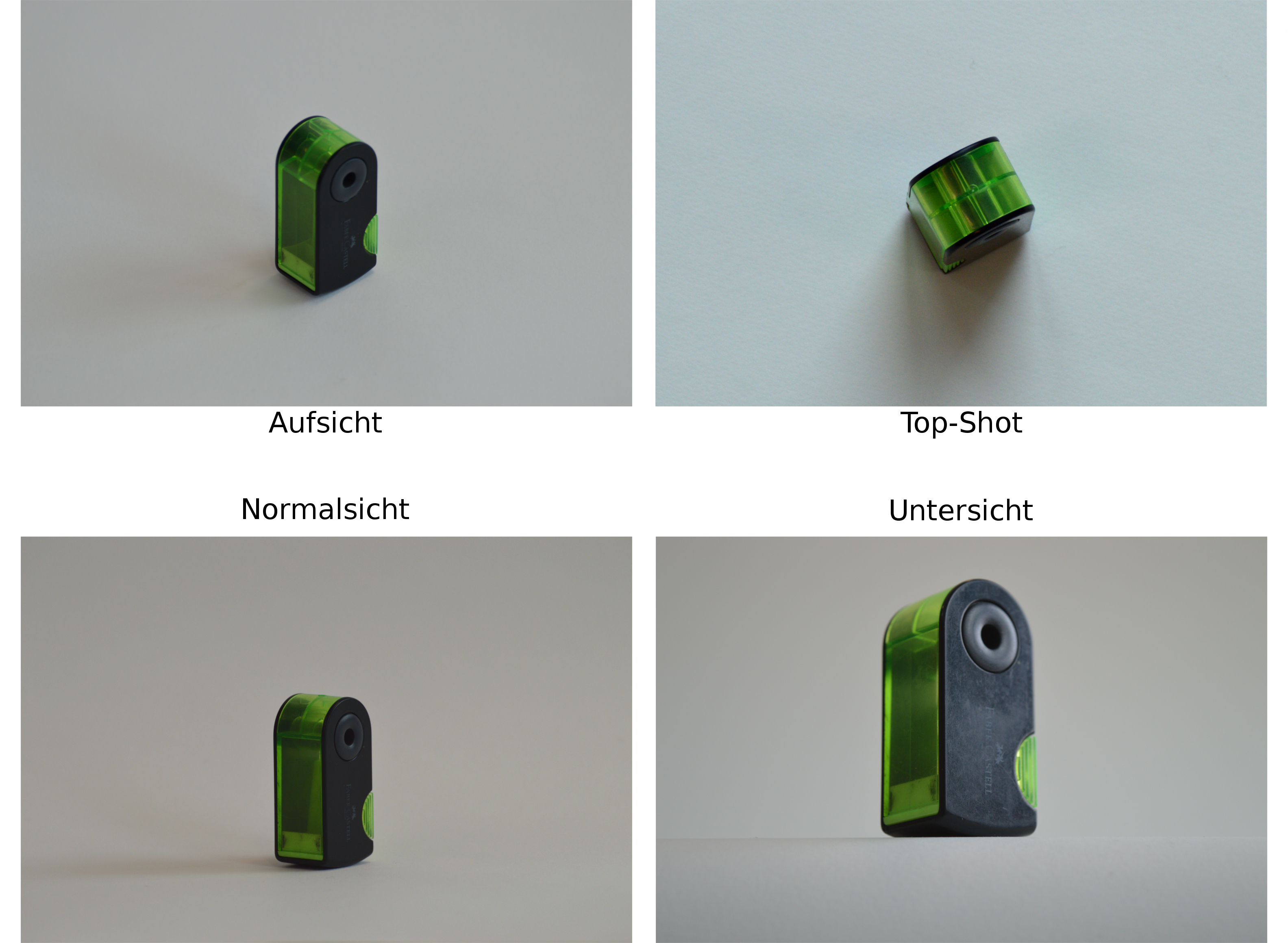
Aufsicht, Top-Shot, Normalsicht, Untersicht

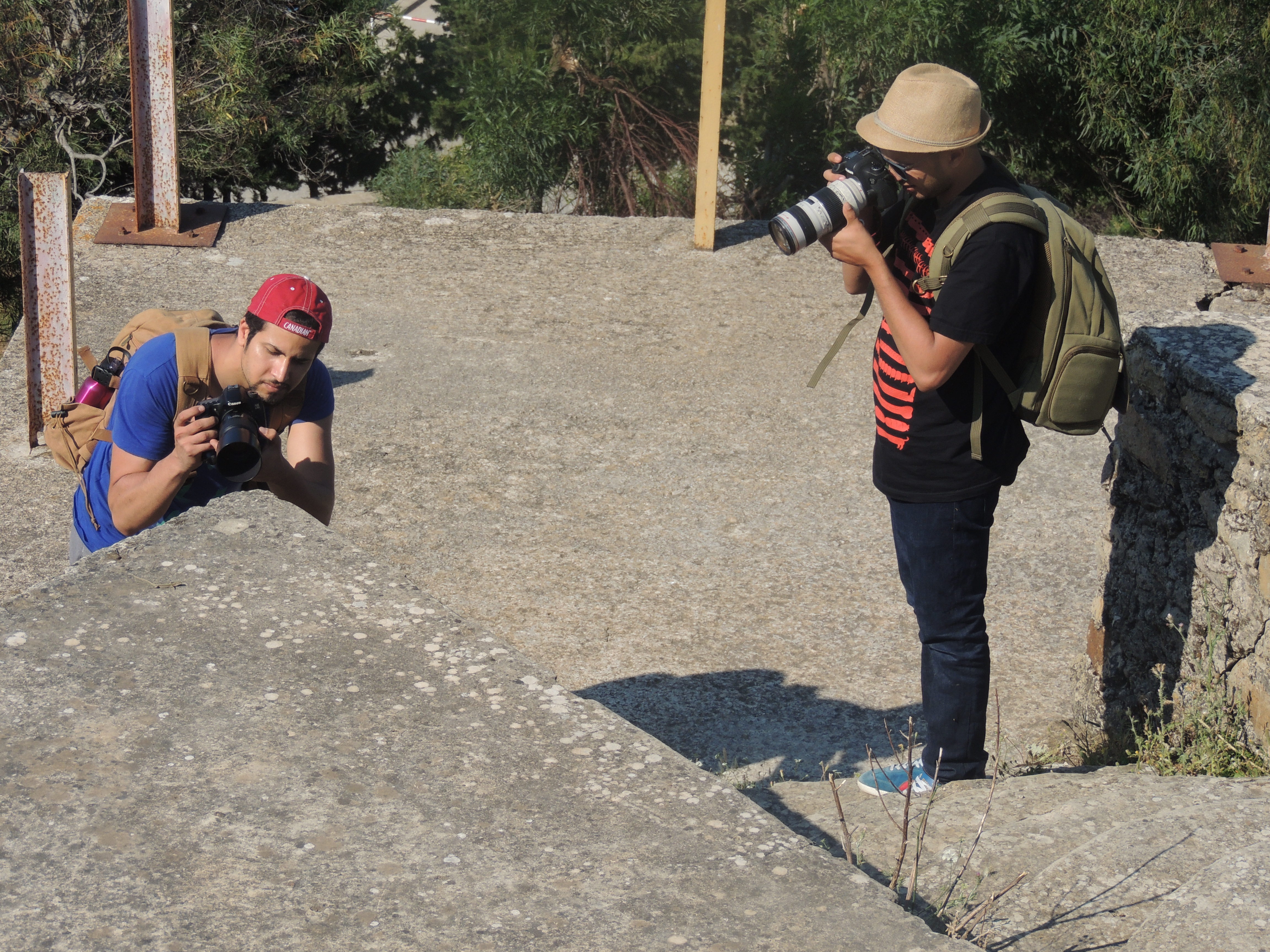
Unterschiedliche Kameraperspektiven auf dasselbe Objekt

Als Kameraperspektive bezeichnet man im Sinne eines Betrachtungswinkels den Standort der Kamera auf ein Objekt. Dies ist nicht mit den Einstellungsgrößen zu verwechseln, die sich ausschließlich nach dem Bildgrößenausschnitt definieren. Allerdings korrelieren manche Kameraperspektiven häufig mit einem gewissen Mindest- bzw. Maximalabstand zu einem Objekt.
Die Kameraperspektive legt sowohl den Standpunkt des Zuschauers als auch die Fläche des Filmsets fest, die auf dem Film festgehalten wird. Der Wahl einer Kameraperspektive können daher sowohl dramaturgische als auch technische Überlegungen zugrunde liegen. Eine Kameraperspektive kann vom Drehbuchautor bereits im Drehbuch festgehalten werden, um eine gewünschte Wirkung auf das Publikum zu erzielen. In der Vorproduktion können anhand dieser Angaben Storyboards angefertigt werden, die der Umsetzung dieser Perspektiven während der Dreharbeiten dienen.
Oft verlangen Filmstudios aber auch sogenannte master scripts, die solche Anweisungen nicht enthalten und daher einen eher theatralischen Charakter haben. In diesem Fall werden die Kameraperspektiven später von Regisseur und Kameramann erarbeitet.
Man unterscheidet grob zwischen vier Perspektiven:

## Untersicht
Untersicht (oder auch Low-Angle-Shot) benennt einen Kamerastandpunkt, der Objekte aus einer niedrigen vertikalen Position aufnimmt.
Eine Untersicht kann eingesetzt werden, um
- beim Zuschauer Ehrfurcht oder Erregung gegenüber dem Objekt zu erwecken,
- die Größe und Höhe des Objektes zu verstärken,
- Akteure räumlich zu trennen,
- Kompositionslinien zu verzerren und eine Erzwungene Perspektive herzustellen,
- den Horizont aus dem Bild zu entfernen oder
- einen unerwünschten Vordergrund verschwinden zu lassen.

Um eine Beziehung zwischen zwei Akteuren herzustellen, werden Untersichten aus o. g. Gründen auch eingesetzt, um mittels einer Point-of-View-Einstellung eine Dominanz eines Akteurs darzustellen.
Untersichten werden auch oft in Nachdrehs verwendet, da es die teilweise oder vollständige Ausblendung eines Hintergrundes erlaubt und so zum Beispiel Szenen im Freien nachgedreht werden können, ohne dass das Filmset wieder aufgebaut werden müsste.
Wird eine Untersicht mit einem Weitwinkelobjektiv gefilmt, kann leicht der Eindruck einer Karikatur entstehen.

### Froschperspektive

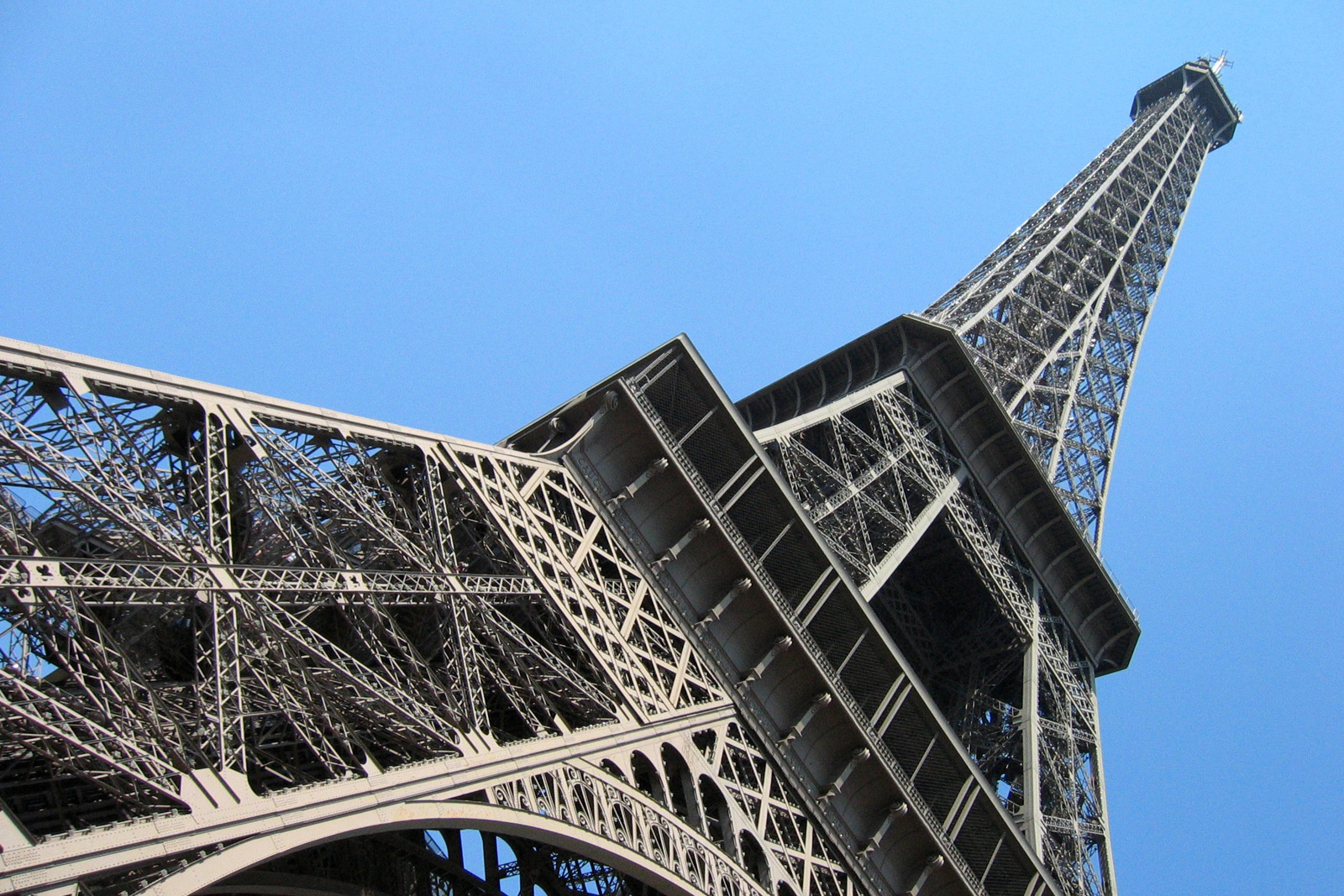
Der Eiffelturm aus der Froschperspektive

Froschperspektive bezeichnet in der Filmtechnik eine extreme Untersicht. Die Kamera befindet sich auf einem sehr niedrigen Standpunkt zum Objekt und fängt dieses vertikal ein.
Äquivalent zum unten aufgeführten Top-Shot findet man punktuell immer wieder Einstellungen in Filmen, die sich als Sonderform der Untersicht bezeichnen lassen. Das Objekt wird im 90°-Bereich von unten eingefangen, die Kamera befindet sich also theoretisch im und unterhalb des Bodens. Ein Mensch von dieser Perspektive aus betrachtet, müsste also zum Beispiel auf einer Glasscheibe stehen, so dass die Kamera genau auf die Schuhsohlen blicken kann. Dieser Effekt ist allerdings selten und wird im Allgemeinen nicht viel mehr als eine Spielerei angesehen, da die dramaturgische Aussagekraft eher beschränkt ist. Sie kann aber in Einzelfällen, verstärkt durch gezielt erreichte Lichtwirkungen, eine bedrohliche Stimmung oder eine Gefahr von oben erzeugen.

## Normalsicht
Bei der Normalsicht befindet sich die Kamera auf der gleichen Höhe des gefilmten Objekts, bei einem Akteur meist auf der Augenhöhe. Die Normalsicht versucht im Allgemeinen die natürliche perspektivische Wahrnehmung zu imitieren.
Damit geht aber auch einher, dass sich eine normale Sicht dennoch als Untersicht bzw. Aufsicht niederschlagen kann. Dies gilt etwa für hohe Objekte: Ein Betrachtungswinkel, der den Pariser Eiffelturm in gerader Linie mittig betrachtet, ist nicht als Normalsicht zu bezeichnen, sofern man eine natürliche Wahrnehmung suggerieren will. Spiegelbildlich gilt das für die normale Aufsicht: Blickt eine Reflektorfigur von einem erhöhten Standpunkt aus hinab, wird hier die Aufsicht eingesetzt. Dies geschieht auch aufgrund der Natürlichkeit dieser Perspektive in dieser Situation – und nicht zwangsläufig aufgrund der dramaturgischen Wirkung einer Untersicht.

## Aufsicht

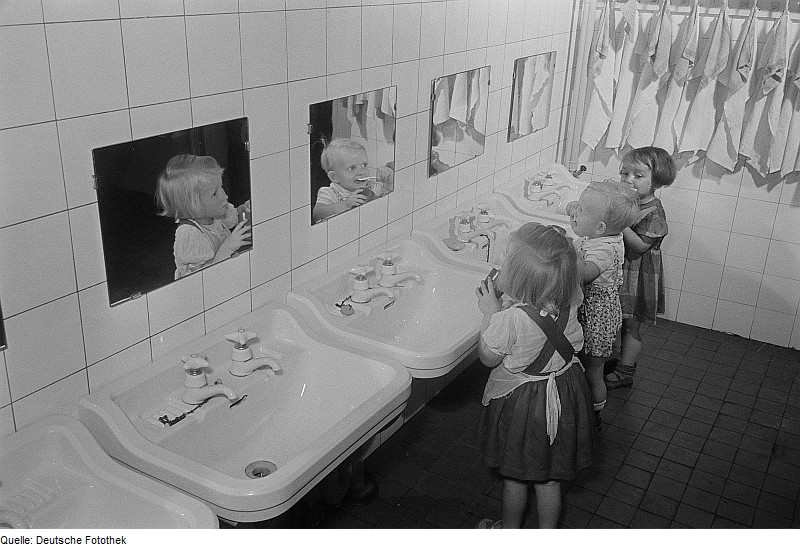
Kindergartengruppe, Aufsicht

Als Aufsicht (oder Obersicht oder High-Angle-Shot) bezeichnet man eine erhöhte vertikale Kameraperspektive, die auf das Objekt herabblickt.
Eine Aufsicht kann eingesetzt werden, um
- das Publikum mit der Umgebung eines Akteurs vertraut zu machen, indem man diese wie eine Karte ausbreitet,
- eine Szene mit vielen Akteuren zu etablieren (z. B. ein Fußballspiel, eine Schlacht und ähnliches),
- die Unterlegenheit oder Ohnmacht eines Akteurs (und evtl. seiner Situation) darzustellen. Siehe auch: Loser’s Point.

Eine Aufsicht ist dabei weniger geeignet, um schnelle Aktionen (wie z. B. in einem Rennen) auf Dauer abzubilden, da mit der Entfernung auch das Gefühl für Geschwindigkeit verloren geht.
Die Perspektive zeigt die Sicht des Überlegenen, Stärkeren. Menschen, die aus dieser Perspektive fotografiert werden, wirken dadurch eher einsam, armselig, erniedrigt.

### Vogelperspektive
Hierbei handelt es sich um eine extreme Aufsicht, d. h. die Kamera befindet sich auf einem hohen Standpunkt und blickt sehr schräg von oben auf das Objekt hinab. In den meisten Fällen spricht man in der Filmtechnik erst von Vogelperspektive, wenn der Bildausschnitt zumindest das relevante Objekt vollständig abbildet und dementsprechend in einer gewissen Mindestentfernung platziert ist. Man sieht von oben nach unten auf den Gegenstand.

### Top-Shot
Der Top-Shot ist eine Sonderform der Aufsicht, bei der das Geschehen von oben eingefangen wird (ca. 90°-Winkel zum Objekt). Bei einem Menschen sind aus dieser Position die Oberseite des Kopfes und die Schultern zu erkennen. Der Top-Shot als filmisches Stilmittel soll Kollektivität, Unwichtigkeit und Untergebenheit suggerieren.

## Schrägsicht
Bei der Schrägsicht (auch gekippte Kamera oder Dutch Angle genannt) befindet sich die vertikale Achse der Kamera in einem Winkel zur vertikalen Achse des Objekts, das Bild auf der Leinwand steht somit schräg und verliert seine Balance. Diese Kameraperspektive wird oft aus dramaturgischen Gründen gewählt um Verwirrung, Andersartigkeit, Gewalt und Instabilität einer Situation oder eines Akteurs auszudrücken. Da diese Perspektive den Zuschauer von der eigentlichen Geschichte ablenkt, wird sie nur selten angewandt.
Schrägsichten steigern oft ihre Effektivität, wenn sie einer Normalsicht folgen und zum Beispiel eine chaotische oder gewalttätige Szene zeigen, die plötzlich über eine ruhige Situation hereinbricht.

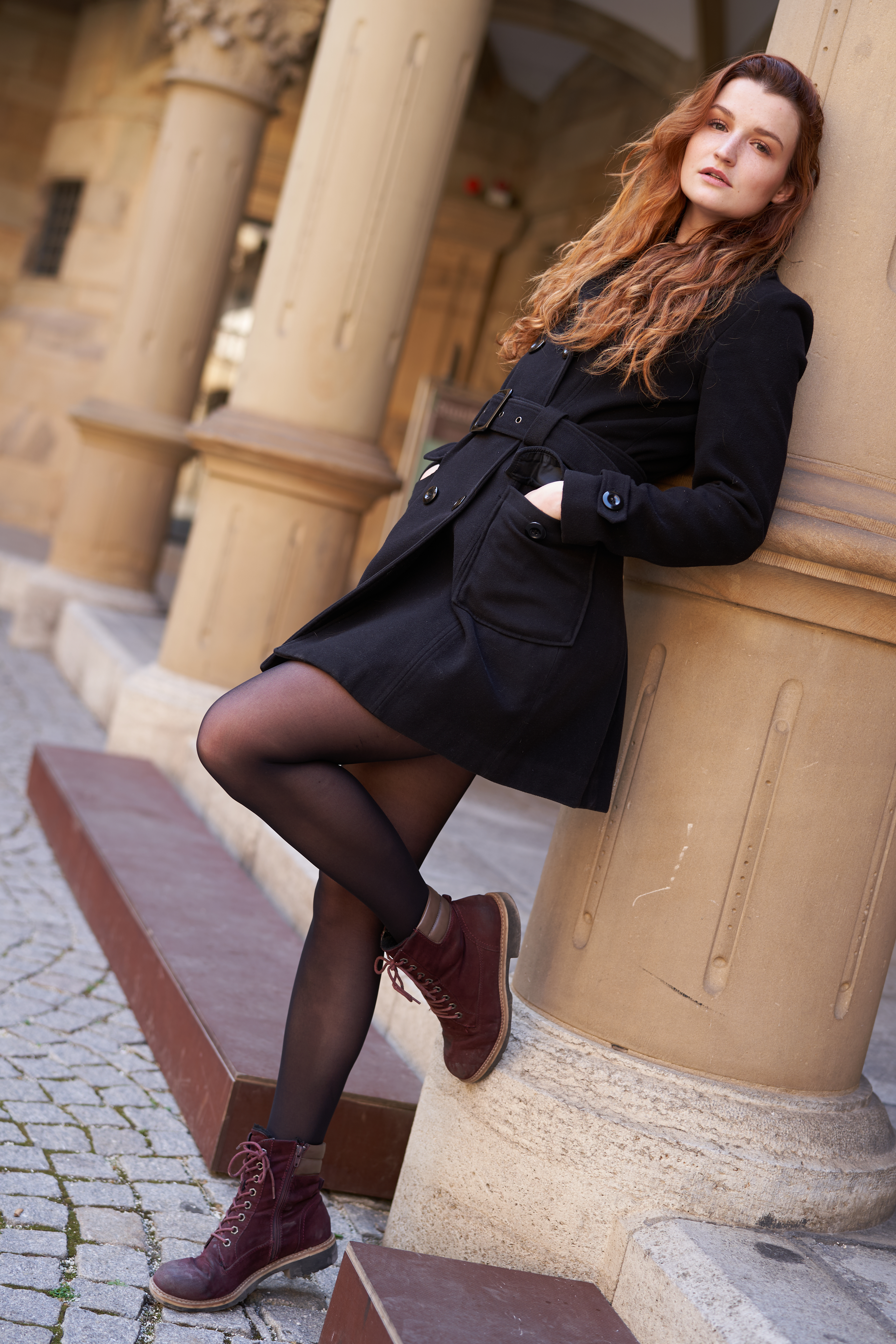
Schrägsicht einer Modephotographie, um das Bild auszufüllen. Dies wiederum ermöglicht einen näheren Blick auf das Subjekt ohne das Bild zu vergrößern.

In der Werbebranche werden Schrägsichten oft verwendet, um schnell geschnittenen Einzelbildern eine stärkere Dynamik zu geben und somit gewöhnliche Abläufe kraftvoller darzustellen.

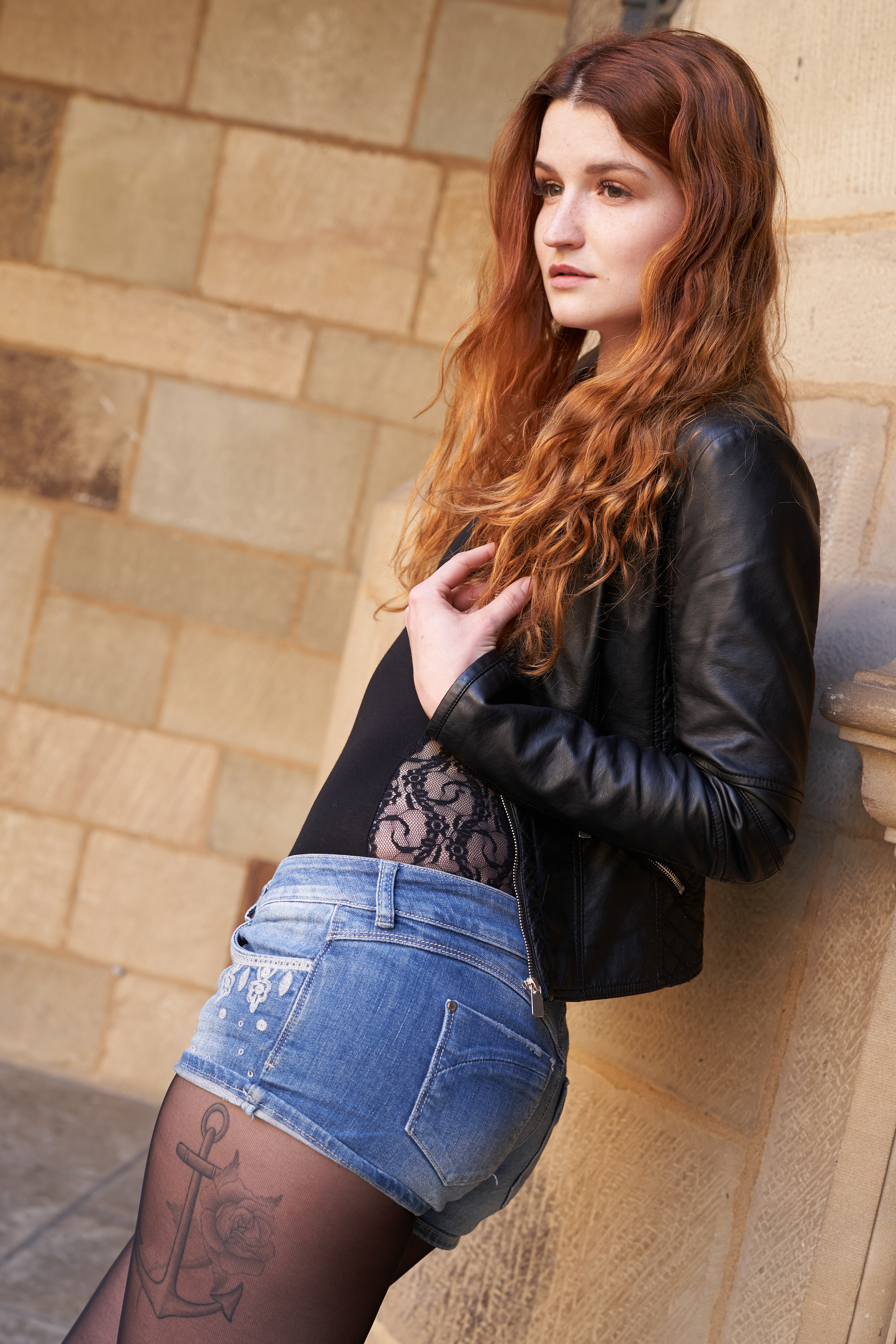
"Entdrehen" einer Schrägsicht durch Posing des Modells

Eine Schrägsicht wird gewöhnlicherweise mit einer Untersicht gefilmt. In Kombination mit anderen Perspektiven, Kamerabewegungen und -fahrten kann ein surrealer Eindruck entstehen.